# Non-Photo Blue
Non-Photo Blue bzw. Non-Repro Blue ist ein spezieller Farbton, der im grafischen Design und in der Druckerei Anwendung findet.

## Anwendung
NPB wird beispielsweise von Layout-Editoren benutzt, um Notizen an den Drucker auf die Druckvorlage zu schreiben, die in der finalen Version nicht sichtbar sind. Weiterhin wird NPB von Künstlern für Skizzen benutzt, da man NPB nach dem Tuschen nicht wieder wegradieren muss.
Seit kurzer Zeit wird NPB auch beim digitalen Scannen und der Bildmanipulation eingesetzt. Der Künstler kann einen Entwurf mit NPB machen, über die Skizze tuschen, und dann scannen. Zwar wird der Blauton von den meisten Scannern wahrgenommen, aber durch Umwandlung in ein Graustufenbild, und Verstärkung von Kontrast und Helligkeit wird der Farbton eliminiert. Abhängig von Scanner und Einstellungen variiert der Vorgang, aber die Vorgehensweise bleibt gleich. Der Unterschied zwischen NPB und schwarzer Tusche ist groß genug, damit digitale Bildmanipulation beide Farben leicht unterscheiden kann, was wiederum NPB zukunftssicher macht.

## Anwendungsformen
NPB findet sich in der Form von Bleistiften oder Bleistiftminen (z. B. von Staedtler Mars oder Sanford). Je nach speziellem Anwendungsgebiet kann es sich auch um andere Farben handeln.

## Synonyme
- Copy-Not
- Non-Print